# Cantone di Albi-3
Il Cantone di Albi-3 è una divisione amministrativa dell'arrondissement di Albi.
È stato istituito a seguito della riforma dei cantoni del 2014, che è entrata in vigore con le elezioni dipartimentali del 2015.

## Composizione
Comprende parte della città di Albi e i comuni di:
- Cagnac-les-Mines
- Castelnau-de-Lévis
- Mailhoc
- Marssac-sur-Tarn
- Milhavet
- Sainte-Croix
- Terssac
- Villeneuve-sur-Vère